# Harry Paulet, 6. vévoda z Boltonu
Harry Paulet (respektive Powlett), 6. vévoda z Boltonu (Harry Paulet, 6th Duke of Bolton, 11th Marquess of Winchester, 11th Earl of Wiltshire, 11th Baron Paulet of St John) (6. listopadu 1720 – 25. prosince 1794) byl britský admirál a politik. Během kariéry využíval vlivného postavení své rodiny, proslul však jako málo disciplinovaný námořní důstojník a několikrát stál před válečným soudem. Po sebevraždě staršího bratra Charlese zdědil v roce 1765 titul vévody z Boltonu a vstoupil do Sněmovny lordů, získal též řadu správních funkcí v několika hrabstvích. V roce 1770 dosáhl hodnosti admirála. Zemřel bez potomstva a jeho úmrtím zanikl titul vévody, na vzdálenější příbuzenstvo přešel jen titul markýze z Winchesteru, který rod užívá dodnes.

## Životopis

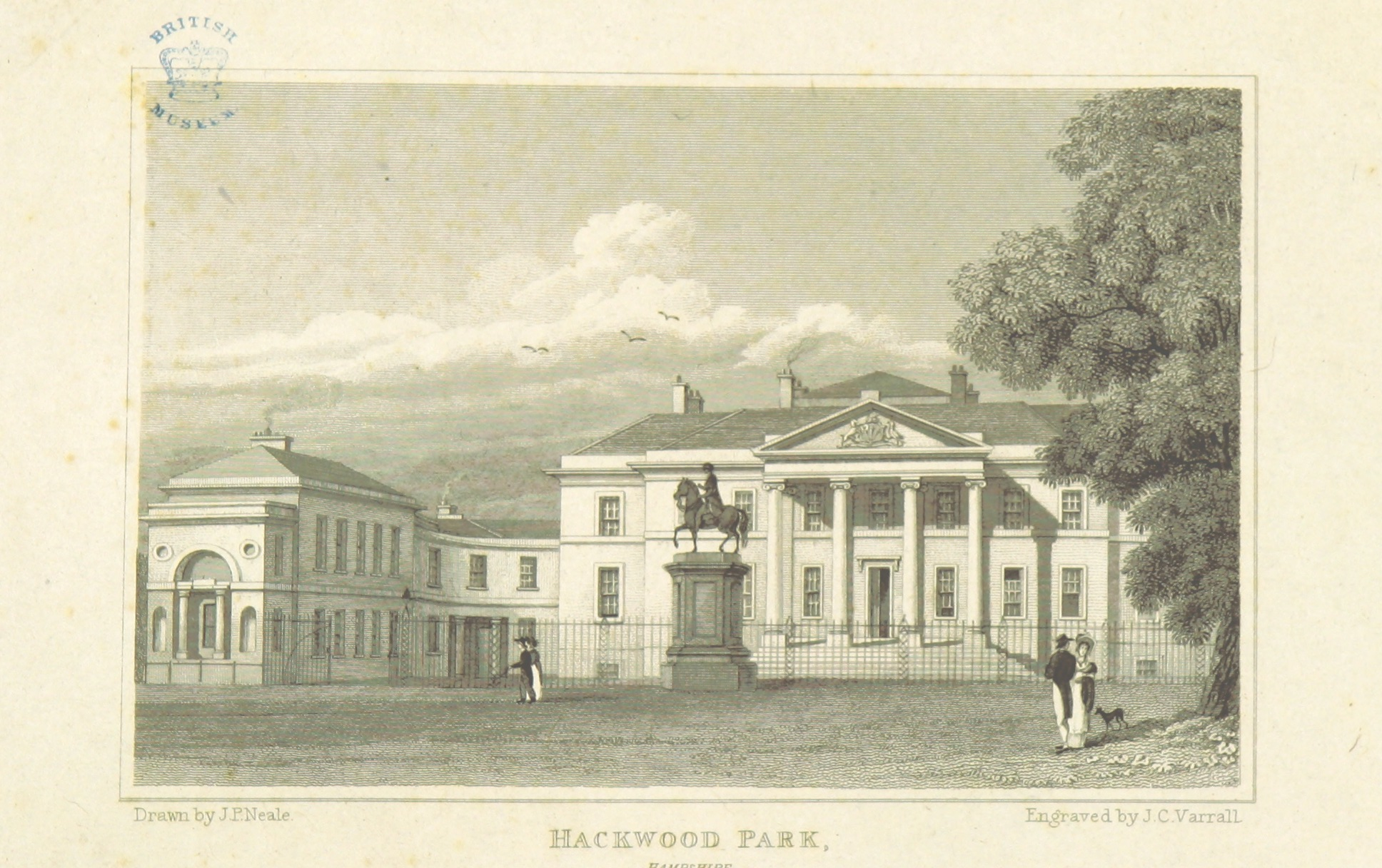
Zámek Hackwood Park (Hampshire), sídlo 6. vévody z Boltonu

Pocházel ze starobylého šlechtického rodu Pauletů (pravopis jména kolísal v 17. a 18. století mezi podobami Paulet a Powlett), narodil se jako mladší syn Harryho Pauleta, 4. vévody z Boltonu (1691–1759), byl vnukem irského místokrále 2. vévody z Boltonu. Studoval ve Winchester College a na námořní akademii v Portsmouthu, v roce 1739 vstoupil do námořnictva a díky rodinným konexím byl již ve dvaceti letech kapitánem. Za války o rakouské dědictví velel lodi Oxford, s níž se zúčastnil bitvy u Cartageny (1741) a u Toulonu (1744). Po bitvě u Toulonu svědčil u válečného soudu proti admirálu Lestockovi. Později pod admirálem Boscawenem sloužil v Indii. Po návratu do Anglie inicioval válečný soud proti admirálu Thomasu Griffinovi, jejich vztah vyvrcholil soubojem v roce 1756.
V letech 1751–1764 byl členem Dolní sněmovny, zastupoval postupně města Christchurch, Lymington a Winchester, v Lymingtonu byl také čtyřikrát starostou. Souběžně pokračoval ve službě u námořnictva, v roce 1755 byl souzen válečným soudem za svévolné opuštění flotily se svou lodí. Ještě před sedmiletou válkou požádal premiéra vévodu z Newcastle o admirálskou hodnost, ale povýšen byl až během sedmileté války (kontradmirál 1756, viceadmirál 1759). S ohledem na veřejné mínění však nikdy nedostal samostatné velení.
Po sebevraždě staršího bratra Charlese v roce 1765 zdědil titul vévody z Boltonu a vstoupil do Sněmovny lordů, v roce 1766 byl jmenován členem Tajné rady a obdržel několik čestných postů (od roku 1767 do smrti byl viceadmirálem v hrabstvích Hampshire a Dorset), v letech 1766–1770 byl guvernérem na ostrově Wight. V Horní sněmovně reprezentoval stanoviska toryů, v roce 1770 dosáhl hodnosti admirála. Koncem 70. let přešel do opozice kvůli nesouhlasu s válkou proti USA, v roce 1779 byl účastníkem válečného soudu nad admirálem Keppelem. Po pádu Northovy vlády získal úřad lorda místodržitele v hrabství Hampshire (1782–1794).
Byl dvakrát ženatý, poprvé s Mary Nunn, jeho druhou manželkou byla Catherine Lowther, dcera generála a dlouholetého guvernéra na Barbadosu Roberta Lowthera. Z prvního manželství pocházela dcera Mary Henrietta (1753–1779), provdaná za 5. hraběte ze Sandwiche. Dcera Catherine Margaret (1766–1807) z druhého manželství byla manželkou 1. vévody z Clevelandu.
Harryho úmrtím zanikl titul vévody z Boltonu, na vedlejší linii Pauletů přešel jen titul markýze z Winchesteru. Dědicem titulu se stal George Paulet, 12. markýz z Winchesteru (1722–1800).